# تراموشنیک
تراموشنیک (انگلیسی: Tramošnjik) یک روستا در شهرستان ویسوکو، بوسنی و هرزگوین است.
بر اساس سرشماری سال ۲۰۱۳ جمعیت آن ۳۴۵ نفر سرشماری شده‌است.
| قومیت           | تعداد | درصد  |
| --------------- | ----- | ----- |
| بوسنیایی‌ها      | ۳۴۲   | ۹۹٫۱٪ |
| سایر / ناشناخته | ۳     | ۰٫۹٪  |
| در کل           | ۳۴۵   | ۱۰۰٪  |